# Поплавский, Евгений Семёнович
Евгений Семёнович Поплавский (род. 6 июля 1947, Брянск) — советский и российский театральный деятель, актёр. Народный артист Российской Федерации (2000).

## Биография
Евгений Поплавский родился в 1947 году в городе Брянске. Отец Поплавского до войны служил на сцене Брянского драматического театра, однако вернувшись с фронта по причине потери зрения больше не смог вернуться к театральной деятельности. Евгений посещал драматический кружок, который располагался в Брянском Дворце пионеров. В 1968 году завершил обучение в Саратовском театральном училище.
Сразу же после окончания училища вместе с курсом уехал в Барнаул, служил в театре юного зрителя. Дебютная роль была в спектакле Зиновия Паперного «Человек, похожий на самого себя». Был удостоен диплома первой степени на Всесоюзном фестивале артистов театров.
В дальнейшем служил в Мариупольском театре. С 1976 по 1977 годы работал в Орловском театре, где познакомился с Юрием Бурэ, который и пригласил Поплавского в 1983 году служить в Курский драматический театр. С 1977 по 1982 годы работал в Донецком областном Русском драматическом театре. С 1983 по 2001 годы Евгений Поплавский выходил на курскую сцену.
В 2000 году был удостоен звания «Народный артист Российской Федерации».
С 2001 по 2009 год — актёр Челябинского театра драмы, где играл все главные роли, был узнаваем у публики. Поплавскому не подошёл суровый уральский климат города, который повлиял на состояние здоровья, пришлось сменить место жительства. В 2009 году Поплавский возвратился в Курск, в драматический театр.
Проживает в городе Курске.

## Репертуар и роли
- Василий — «Горячее сердце» А. Н. Островского;
- Шмага — «Без вины виноватые» А. Н. Островского;
- Лыняев — «Волки и овцы» А. Н. Островского;
- Шприх — «Маскарад» М. Ю. Лермонтова;
- Чебутыкин — «Три сестры» А. П. Чехова;
- Николай Потехин — «Чудаки» М. Горького;
- Яго — «Отелло» У. Шекспира;
- Тони — «Ночь ошибок» О. Голдсмита;
- Майор — «Дамы и гусары» А. Фредро;
- Городничий — «Инкогнито» по «Ревизору» Н. В. Гоголя;
- Тевье — «Поминальная молитва» Г. И. Горина по Шолом-Алейхему;
- Курносый — «Энергичные люди» В. М. Шукшина;
- Хитрый — «Свалка» А. А. Дударева;
- Фунтиков — «Модели сезона» Г. С. Рябкина;
- Насреддин — «Последняя любовь Насреддина» В. К. Константинова и Б. М. Рацера;
- Дольфо — «Брак по конкурсу» К. Гольдони;
- Педро — «Дама-невидимка» П. Кальдерона;
- Том Хейген — «Крёстный отец» М. Пьюзо;
- Барабошев — «Правда — хорошо, а счастье — лучше» А. Островского;
- Кочкарёв — «Женитьба» Н. Гоголя;
- Наполеон — «Адъютантша его величества» И. Губача;
- Ричард Уилли — «Out of order, или тринадцатый номер» Р. Куни;
- Драгунский — «Между чашей и губами» А. Кутерницкого.

## Награды
- Народный артист Российской Федерации (2000)[5].
- Заслуженный артист РСФСР (1987).